# Старий Люботинь (гміна)
Гміна Старий Люботинь (пол. Gmina Stary Lubotyń) — сільська гміна у центральній Польщі. Належить до Островського повіту Мазовецького воєводства.
Станом на 31 грудня 2011 у гміні проживало 3929 осіб.

## Територія
Згідно з даними за 2007 рік площа гміни становила 109.16 км², у тому числі:
- орні землі: 80.00%
- ліси: 16.00%

Таким чином, площа гміни становить 8.91% площі повіту.

## Населення
Станом на 31 грудня 2011:
| Опис     | Загалом | Загалом | Чоловіки | Чоловіки | Жінки | Жінки |
| -------- | ------- | ------- | -------- | -------- | ----- | ----- |
| одиниця  | осіб    | %       | осіб     | %        | осіб  | %     |
| все      | 3929    | 100     | 1977     | 50.32    | 1952  | 49.68 |
| міське   | 0       | 100     | 0        |          | 0     |       |
| сільське | 3929    | 100     | 1977     | 50.32    | 1952  | 49.68 |

## Сусідні гміни
Гміна Старий Люботинь межує з такими гмінами: Острув-Мазовецька, Снядово, Червін, Шумово.